# Quarto Centenário
Quarto Centenário là một đô thị thuộc bang Paraná, Brasil. Đô thị này có diện tích 321,875 km², dân số năm 2007 là 4927 người, mật độ 14,3 người/km².